# إجناثيا ثيبايوس تابورجا
إجناثيا ثيبايوس تابورجا (بالإنجليزية: Ignacia Zeballos Taborga)‏‏ (27 يونيو 1831 في إدارة سانتا كروز - 5 سبتمبر 1904 في لاباز) ممرضة من بوليفيا. كانت إحدى بطلات حرب المحيط الهادئ (1879-1884).